# Équipe de Belgique olympique de football
Maillots
L'équipe de Belgique olympique de football, abrégée en U23, est constituée par une sélection des meilleurs joueurs belges de 23 ans ou moins qui représente la Belgique dans les compétitions de football aux Jeux olympiques sous l'égide conjointe de la Royal Belgian Football Association (RBFA) et du Comité olympique et interfédéral belge (COIB).
Jusqu'à la fin des années 1970, ce sont les Diables Rouges qui défendent les couleurs du pays aux JO avant que le développement du professionnalisme ne pousse la fédération belge à créer une équipe spécifique, le Comité international olympique (CIO) n'autorisant en effet qu'aux amateurs de participer aux Jeux.
En 1992, la FIFA décide d'élargir la participation des joueurs amateurs à tous joueurs de moins de 23 ans (avec la possibilité d'appeler trois joueurs de plus de 23 ans). La Belgique est depuis représentée par son équipe espoirs, qualifiée par le biais du Championnat d'Europe espoirs.

## Histoire

### La genèse d'une équipe nationale (1900-1904)

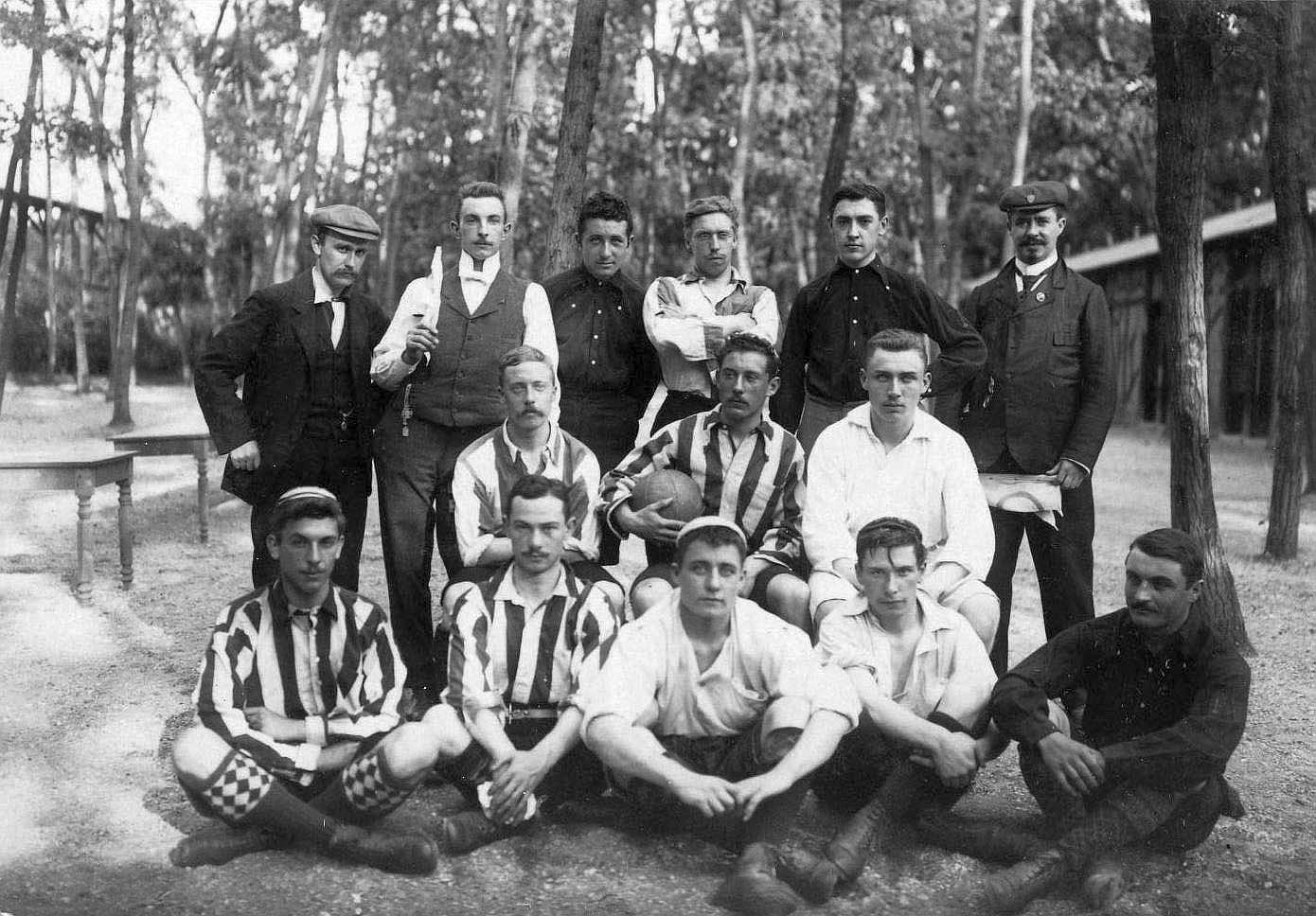
L'équipe belge aux Jeux de 1900 à Paris.

L'équipe de Belgique participe au premier tournoi de football aux Jeux olympiques lors de l'édition de 1900 qui se tient à Paris, en France. 
L'équipe belge est formée par la Fédération athlétique universitaire belge, ancêtre de la Fédération Sportive Universitaire Belge (FSUB), il s'agit d'une équipe mixte composée de joueurs universitaires et d'une sélection issue de différents clubs qui sera médaillée de bronze a posteriori par le Comité international olympique (CIO) d'un tournoi qui n'est pas reconnu par la FIFA.

### Les débuts officiels (1904-1914)
Les joueurs étrangers n'étant plus sélectionnés, alors qu'il était habituel à l'époque que les expatriés, notamment britanniques, soient intégrés à l'équipe nationale, comme cela avait été accepté lors d'un référendum organisé en novembre 1903 par La Vie Sportive (publication de la fédération), le premier match reconnu comme officiel de la Belgique se tient le 1er mai 1904 contre l'équipe de France qui fait également ses débuts officiels. Les deux formations s'affrontent au stade du Vivier d'Oie à Uccle, sur le terrain du Racing de Bruxelles et sous les encouragements de 1 500 spectateurs. Le match se termine sur une égalité (3-3). Les premiers buts belges sont inscrits par Georges Quéritet (deux fois) et Pierre-Joseph Destrebecq. Le gardien belge n'est autre qu'Alfred Verdyck, futur secrétaire général de l'Union belge de football.

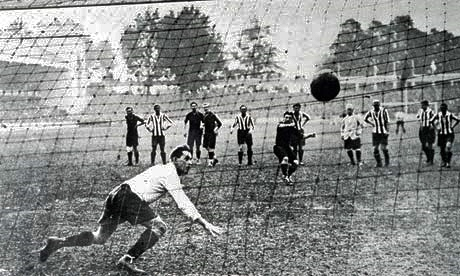
But de Robert Coppée en finale des Jeux Olympiques de 1920.

Cette année-là, le football est encore toujours un sport de « démonstration » aux Jeux olympiques organisés à Saint-Louis aux États-Unis. Tout comme en 1900 à Paris, seules trois équipes participent au tournoi mais aucune nation européenne n'y prendra part, eu égard aux difficultés d'organisation et à l'interminable voyage nécessaire à rallier le Nouveau Monde. Il devient par contre l'un des vingt-deux sports officiels aux Jeux olympiques de Londres en 1908 mais, malgré la proximité géographique, la Belgique renonce toutefois à participer à la compétition qui se déroule par matchs à élimination directe (quarts de finale, demi-finales et finale). Quatre ans plus tard, après une inscription initiale au tournoi des Jeux de Stockholm disputé entre le 29 juin et le 5 juillet 1912, la Belgique déclara finalement forfait peu avant le début des rencontres.

### Trois tournois olympiques dont un victorieux (1918-1930)

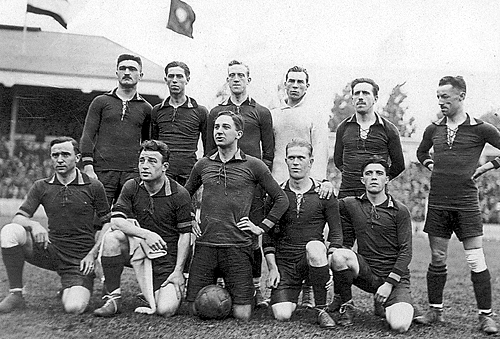
L'équipe belge, future médaillée d'or, avant le coup d'envoi de la finale contre la Tchécoslovaquie, au Stade olympique d'Anvers le 2 septembre 1920.

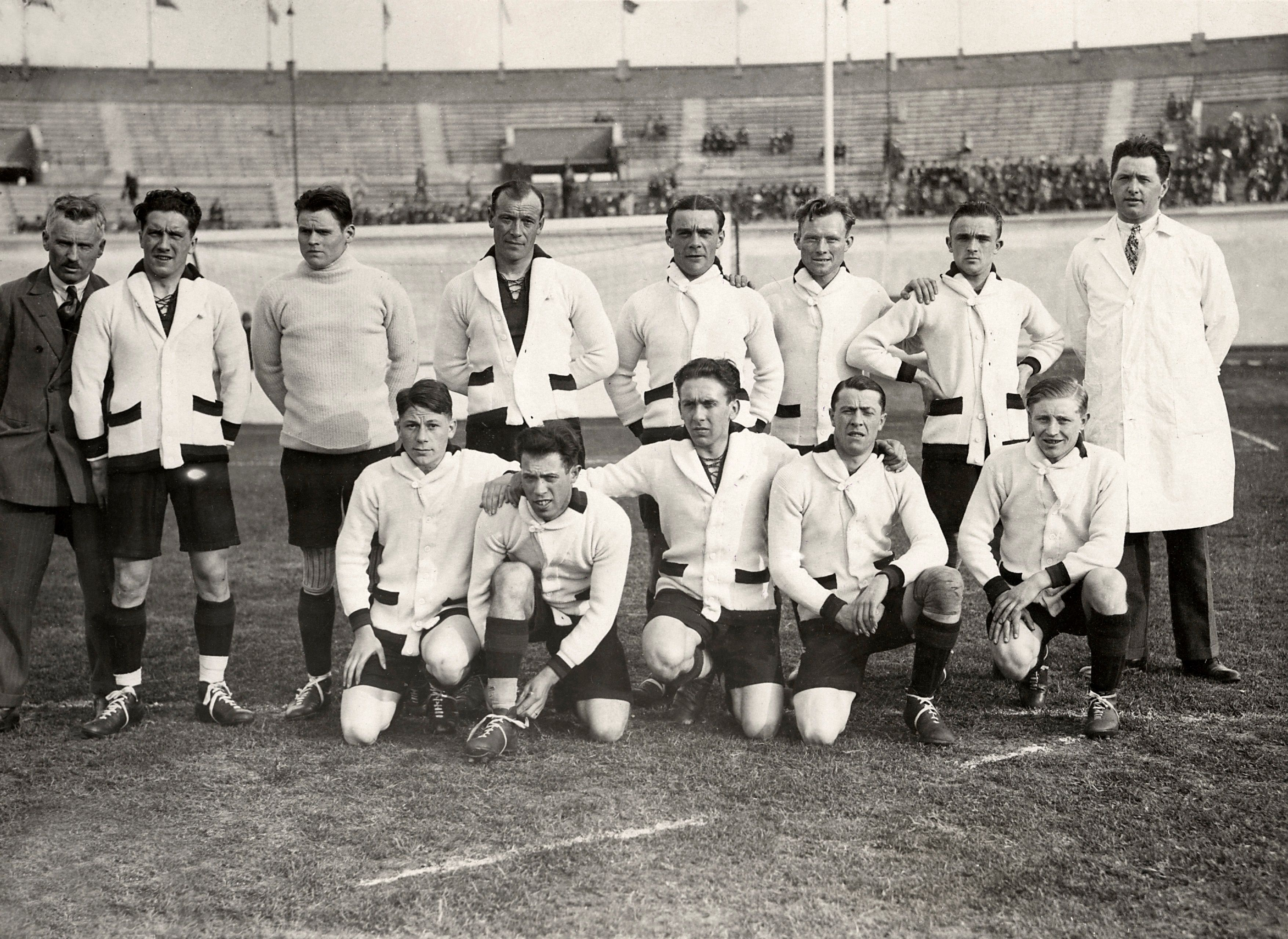
L'équipe de Belgique aux Jeux olympiques de 1928.

Équipes de départ de la Finale du tournoi de football aux Jeux olympiques de 1920 Belgique-Tchécoslovaquie.

Après la Première Guerre mondiale, le sport reprend peu à peu ses droits. Les Jeux olympiques d'été de 1920 sont organisés à Anvers, en Belgique. Dans le tournoi de football, la sélection-hôte est dispensée du premier tour. En quart de finale, emmenée par son capitaine Armand Swartenbroeks, premier Diable Rouge à dépasser les 50 caps, et Oscar Verbeeck en défense devant le gardien emblématique du Racing Club de Bruxelles, Jean De Bie, et derrière l'attaque dirigée par Louis Van Hege, buteur prolifique du Milan AC, cette première « génération dorée » élimine l'Espagne (3-1), les trois buts belges étant inscrits par Robert Coppée. En demi-finale, les Diables Rouges battent les Pays-Bas (3-0). En finale, la Belgique est opposée à la Tchécoslovaquie. Elle prend rapidement l'avance (2-0) après une demi-heure de jeu mais à cinq minutes de la mi-temps, les joueurs tchécoslovaques quittent le terrain, se plaignant d'un arbitrage favorable aux Belges. Le pays hôte est déclaré vainqueur du tournoi et son adversaire est disqualifié. Cette médaille d'or olympique est à ce jour le seul titre majeur au palmarès de la sélection belge.
Quatre ans plus tard, lors des Jeux olympiques à Paris, la Belgique est dispensée du tour préliminaire en tant que tenante du titre. Toutefois, elle est éliminée dès les huitièmes de finale par la Suède (8-1). En 1928 à Amsterdam, les Belges éliminent difficilement au premier tour leur voisin luxembourgeois (5-3) puis sont battus sèchement par l'Argentine en huitième de finale (6-3).

### Trois fois en Coupe du monde, jamais aux JO (1930-1948)
L'équipe de Belgique est une des quatre nations européennes à participer à la première Coupe du monde en 1930, organisée par l'Uruguay. C'est après la décision de la fédération belge de faire le déplacement que ses homologues française, roumaine et yougoslave décident également de prendre part à la compétition. Elle est éliminée au premier tour après deux défaites contre les États-Unis (0-3) et le Paraguay (0-1)
.

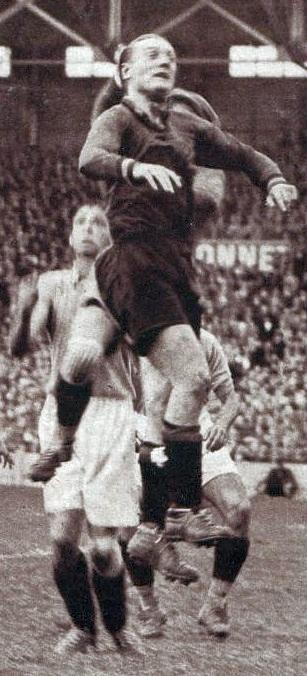
Bernard Voorhoof (en noir) face à la France, en 8e de finale de Coupe du monde 1938.

Deux ans plus tard, les dirigeants belges n'eurent pas à résoudre le dilemme de la participation footballistique aux Jeux de Los Angeles de 1932 car il fut tout simplement décidé d'y supprimer le football qui, depuis l'organisation de la Coupe du Monde, n'avait plus guère de signification dans le cadre des Jeux. Pour des raisons budgétaires évidentes, le CIO ne pouvant se passer du football et de ses retombées financières (la popularité de ce sport sauvait systématiquement le bilan budgétaire des Jeux depuis 1920), le football olympique allait néanmoins renaître en 1936 à Berlin mais il allait s'agir d'une épreuve devenue tout à fait secondaire et à laquelle les Belges décidèrent de ne pas participer. La Belgique n'allait d'ailleurs reprendre part à cette compétition que dans le cadre des éliminatoires des Jeux de Moscou en 1980, avec une équipe spécifique d'ailleurs, la FIFA ne reconnaissant pas les matchs disputés à partir des Jeux olympiques de 1960 comme des sélections internationales. 
La Seconde Guerre mondiale interrompt ensuite toutes les compétitions de football. Elles reprennent en 1945 et le CIO décide également de remettre sur pied l'organisation des Jeux olympiques à partir de 1948 après avoir été contraint d'annuler les éditions 1940 et 1944. La Belgique, à l'instar de quelques autres nations, va renoncer à participer au tournoi de football de Londres. Bien que vingt-trois équipes soient inscrites pour le tournoi, seules dix-huit y participent effectivement.

### Une longue traversée du désert (1948-1978)

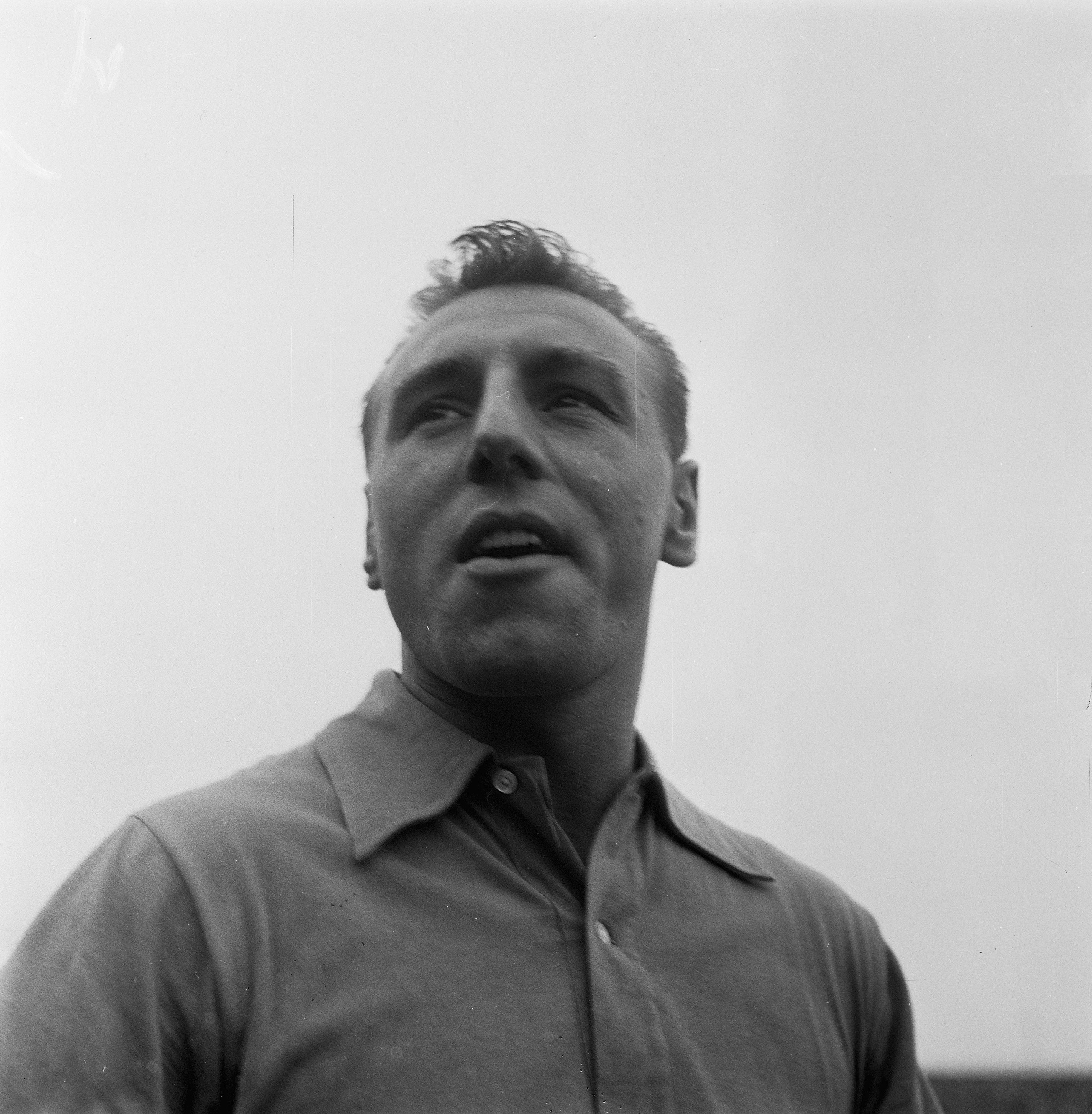
Rik Coppens lors du match exhibition d'une équipe FIFA face au FC Barcelone au Stade olympique d'Amsterdam, le 30 septembre 1953.

La FIFA avait quant à elle décidé de reprendre l'organisation de la Coupe du monde à partir de 1950. La Belgique s'inscrit aux qualifications mais déclare forfait avant de disputer son premier match.
Pas moins de 24 nations sont inscrites pour prendre part aux Jeux olympiques de 1952 qui se déroulent dans cinq villes finnoises : Helsinki, Turku, Tampere, Kotka et Lahti. La Belgique, ainsi que la Suisse, la Tchécoslovaquie, l'Uruguay et le Brésil, renoncent à participer à un tournoi remporté par la Hongrie, qui empoche la médaille d'or au terme d'un parcours sans faute après avoir fait découvrir au monde son fameux « Onze d'Or ».
Le pays participe ensuite aux éliminatoires de la Coupe du monde 1954 et se qualifie pour la phase finale en Suisse. Versée dans un groupe comprenant l'Angleterre et l'Italie, la Belgique parvient à décrocher un partage (4-4) face aux Anglais et glaner ainsi son tout premier point en Coupe du monde mais se trouve néanmoins éliminée au premier tour.
Au cours de l'hiver 1956 se tient le tournoi olympique aux Jeux de Melbourne qui verra l'Union soviétique triompher. Des éliminatoires avaient été nécessaires au préalable, 28 nations s'étaient en effet inscrites,, parmi lesquelles la Belgique et les Pays-Bas ne figuraient toutefois pas.
Malgré la présence de joueurs de qualité et une génération de joueurs offensifs d'envergure, dont Rik Coppens, les Diables Rouges ne parviennent pas à se qualifier pour les trois Coupes du monde suivantes. Ayant renoncé, bien que membre fondateur de l'Union des associations européennes de football (UEFA), à participer à la première édition de la Coupe d'Europe des nations en 1960, les Belges s'inclinent dès le tour préliminaire de l'édition 1964, éliminés par la Yougoslavie, et n'arrivent pas à s'extirper des premiers éliminatoires organisés dans le cadre de l'édition 1968, devancés par la France.
Déjà à la peine avec ses professionnels, la Belgique n'avait dès lors que faire d'un tournoi olympique où l'amateurisme régnait toujours et ne correspondait plus au changement radical dans le statut du football opéré depuis quelques années. Après une parenthèse scandinave (victoire de la Suède en 1948), ce sont les équipes d'Europe de l'Est qui font main basse sur le tournoi, remportant tous les titres jusqu'en 1980 (la Hongrie en 1952, 1964, 1968, l'Union soviétique en 1956, la Yougoslavie en 1960, la Pologne en 1972, l'Allemagne de l'Est en 1976 et la Tchécoslovaquie en 1980). Cette domination sans partage des pays de l'Est ne doit rien au hasard. En effet les meilleurs joueurs des pays communistes du bloc de l'Est où le sport professionnel n'avait pas d'existence légale bénéficiaient tous du statut d'amateur, ce qui ne les empêchaient pas de participer également à la Coupe du monde et d'y briller à l'occasion. Aux Jeux olympiques, face aux vrais amateurs des autres grandes nations, ils partaient donc avec un avantage certain.
Opérant un retour timide au niveau international, la Belgique parvient ensuite à se qualifier pour le Mondial 1970 au Mexique au cours de laquelle elle remporte sa première victoire en Coupe du monde face au Salvador (3-0) avant d'être éliminée en enchaînant deux défaites. Sortant premier de son groupe en éliminatoires, le pays est désigné hôte de la phase finale de l'Euro 1972, s'inclinant en demi-finale contre la RFA (1-2) sur un doublé de Gerd Müller avant de remporter le match pour la troisième place face à la Hongrie (2-1). Après ces deux participations encourageantes à des tournois internationaux, la Belgique doit s'avouer vaincue, à chaque fois opposée à ses voisins bataves, à l'issue des tours préliminaires à la Coupe du monde 1974 et 1978 ainsi qu'en quart de finale du Championnat d'Europe 1976.

### Trois participations consécutives aux éliminatoires (1978-1992)

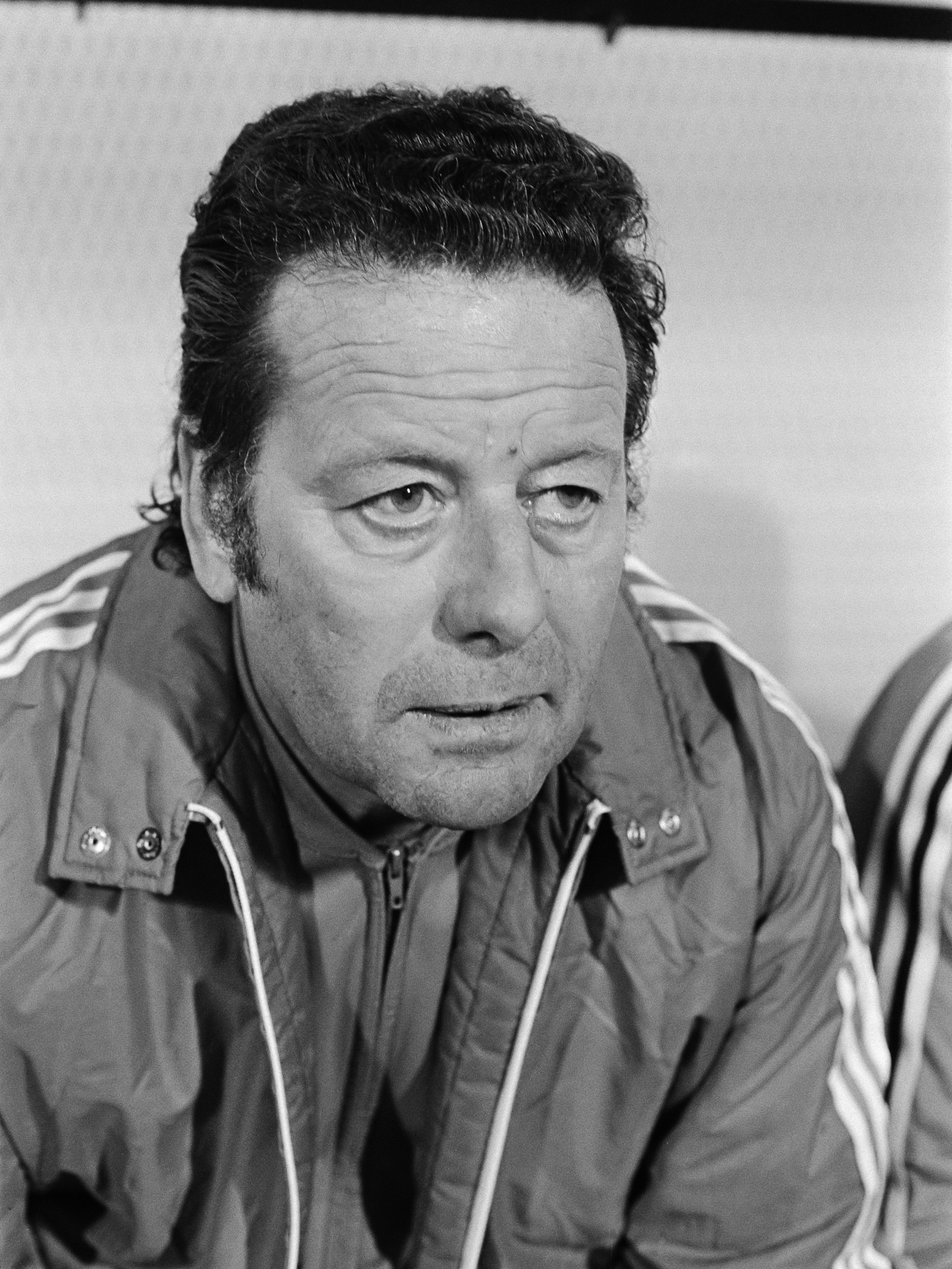
Guy Thys en 1976.

Sous l'impulsion de Guy Thys, alors sélectionneur des Diables Rouges, la fédération belge va inscrire une équipe spécifique, dont il prendra les rênes tout au long des années 1980, au tournoi pré-olympique qualificatif pour les Jeux de Moscou qui a lieu de mars 1979 à avril 1980. Les règles s'étant assouplies, les Belges alignés sont pour la plupart amateurs ou semi-professionnels mais évoluent néanmoins au sein de l'élite ou en Division 2 belges, au grand dam de leurs voisins hollandais. Au premier tour, la Belgique olympique est versée dans une poule assez relevée composée en outre de l'Espagne, d'Israël et des Pays-Bas, la France étant bye (exempte) et qualifiée d'office pour le second tour. Les Belges terminent premiers du groupe, sans la moindre défaite, après avoir vaincu les Pays-Bas à Rosendael (1-2), et à Seraing (1-0),,,, Israël à Tel-Aviv (0-2), l'Espagne à Lierre (3-1) et partagé avec Israël à Bruxelles (0-0) et l'Espagne à Castelló de la Plana (1-1). L'équipe olympique belge échoue toutefois à la deuxième place au second tour, à un point de l'Espagne mais devant la France, après avoir néanmoins remporté ses deux parties à domicile, face à l'Espagne à Genk (2-0) et la France à La Louvière (4-2), mais s'être inclinée lors des deux confrontations hors de ses bases, en Espagne à Almería (2-0) et en France à Limoges (3-1).
Conscient du problème d'équité entre les nations issues du bloc de l'Est et le reste du monde, le CIO décide de s'adapter aux réalités du football moderne et lâche du lest sur l'amateurisme en ouvrant enfin la porte du tournoi olympique au professionnalisme : en  1984 les joueurs professionnels sont autorisés à participer pour la première fois (sous la condition pour les Européens et Sud-Américains de ne pas avoir disputé la Coupe du monde). L'effet est immédiat : la France, sacrée championne d'Europe deux mois plus tôt, remporte l'or olympique à Los Angeles face au Brésil en finale en alignant ses meilleurs joueurs n'ayant disputé ni l'Euro, ni la Coupe du monde.
Les Bleus olympiques avaient auparavant écarté la Belgique et l'Espagne au premier tour du tournoi pré-olympique, disputé de mars 1983 à avril 1984, avant de battre la RFA, vainqueur du Portugal et d'Israël dans l'autre poule, lors des barrages (1-1, 0-1). Les Belges n'avaient pourtant pas fait mauvaise figure enregistrant trois partages, face à l'Espagne à Lierre (0-0) et à Oviedo (0-0) et contre la France à Charleroi (1-1), ne s'inclinant que contre les futurs médaillés d'or à Clermont-Ferrand (2-0) mais les Français ont survolé le groupe, leurs seuls points perdus étant ceux du match nul face à la Belgique.
Les tournois de 1980 et 1984 voient l'éclosion de joueurs comme Leo Clijsters, Jos Daerden ou Dany Veyt, qui se font remarquer plus tard également chez les Diables Rouges, ainsi que de valeurs sûres comme le capitaine Paul Theunis et les attaquants Paul Sanders et Yvan Hoste, responsable à lui seul de la moitié des buts inscrits par la Belgique lors des deux campagnes conjuguées, qui n'arriveront quant à eux pas à s'imposer en équipe A.
L'équipe olympique belge prend également part au tournoi pré-olympique des Jeux de 1988 à Séoul qui se tient de septembre 1986 à mai 1988, néanmoins sans parvenir à se qualifier. Le nombre de nations européennes ayant augmenté de 20 à 25 participants, celles-ci ont été versées dans cinq groupes de cinq équipes dont seul le vainqueur était qualifié pour le tournoi final. Ayant hérité de la Tchécoslovaquie, médaille d'or en 1980, et de la Yougoslavie, demi-finaliste en 1980 et médaille de bronze en 1984, la tâche s'est avérée insurmontable pour les Belges qui terminent à la troisième place d'un groupe où figuraient également l'Autriche et la Finlande, loin derrière les deux favoris attendus. La Belgique olympique n'eut toutefois pas à rougir de sa participation, remportant trois victoires, face à la Finlande à Tampere (0-2) et à Rocourt (1-0) ainsi qu'en Autriche à Linz (0-1), et arrachant un partage contre la Yougoslavie à Charleroi (2-2).
Cette campagne voit les premiers pas internationaux de futurs piliers des Diables Rouges que sont Philippe Albert, Marc Degryse et Luc Nilis mais aussi, entre autres, des gardiens de but Gilbert Bodart et Philippe Vande Walle.

### Passage de flambeau (1992-2006)
Après une ultime victoire d'un pays de l'Est, l'Union soviétique, aux JO de 1988 à Séoul , le CIO et la FIFA décident pour 1992 de rajeunir le tournoi en autorisant la participation, sans restriction, de tous joueurs de moins de 23 ans, avec la possibilité en outre de sélectionner trois joueurs de plus de 23 ans.
Les pays européens alignent dès lors leurs équipes espoirs qui disputent leur qualification par le biais du Championnat d'Europe des moins de 21 ans au terme duquel les quatre demi-finalistes d'une édition sur deux (l'Euro espoirs est en effet organisé tous les deux ans alors que les Jeux olympiques ont lieu tous les quatre ans) décrochent un ticket pour le tournoi olympique.
En quinze ans, les espoirs belges ne parviendront qu'une seule fois à se placer pour la phase finale de l'Euro, lors de l'édition 2002 en Suisse, mais celle-ci n'était pas qualificative pour les Jeux olympiques.
Ceux-ci sont toutefois passés tout près d'une participation au Championnat d'Europe espoirs 2000, qualificatif aux Jeux de Melbourne, remportant brillamment leur groupe en ne s'inclinant qu'à une seule reprise à domicile contre la République tchèque (0-2), future finaliste, mais devant s'avouer vaincus face aux Pays-Bas (2-2, 2-0) lors des barrages. La Belgique parvient également à terminer deuxième lors des éliminatoires de l'Euro espoirs 2004 qualificatifs pour les Jeux d'Athènes, dans un groupe pourtant très difficile avec notamment la Croatie et la Bulgarie, mais échoue à un point d'une place qualificative pour les barrages et n'accède donc pas à la phase finale.

### L'émergence d'une nouvelle génération (2007-2009)

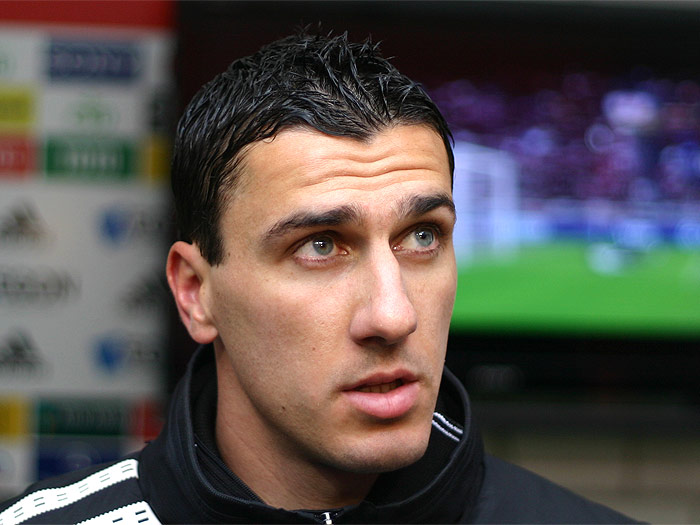
Maarten Martens était capitaine de l'équipe olympique belge lors des Jeux olympiques d'été de 2008.

La Belgique espoirs décroche sa participation pour l'Euro 2007 en terminant première de son groupe après deux victoires face à l'Irlande (0-1) et la Grèce (2-1) avant d'écarter la Bulgarie en barrages (1-1, 1-4). En phase finale, les U21 terminent deuxième de leur groupe, à la suite de deux partages contre le Portugal (0-0) et les Pays-Bas (2-2) ainsi qu'une victoire face à Israël (0-1), et atteignent les demi-finales où ils sont battus par la Serbie (2-0) mais sont néanmoins qualifiés pour l'édition 2008 des JO.
L'équipe de Belgique olympique participe ainsi à son 5e tournoi de football aux Jeux qui se déroule à Pékin en Chine, quatre-vingts ans après sa dernière apparition en 1928. Pour la première fois depuis la victoire de 1920, l’équipe belge atteindra les demi-finales du tournoi. Avec une défense composée notamment de Vincent Kompany, Thomas Vermaelen et Jan Vertonghen, et un milieu de terrain où Marouane Fellaini et Mousa Dembélé impressionnent, elle finit à la deuxième place de son groupe avec une défaite face au Brésil (1-0) et deux victoires contre la Chine (2-0) et la Nouvelle-Zélande (0-1). Après avoir sorti l'Italie en quart de finale (2-3), les Belges sont battus par le Nigeria (4-1) en demi-finale puis par le Brésil (3-0) lors de la petite finale pour la médaille de bronze et terminent à la quatrième place.

### La difficulté à confirmer (2009-2017)
Malgré le beau parcours réalisé à Pékin, l'équipe belge peine à confirmer, la plupart des joueurs du noyau de 2008, ayant dépassé la limite d'âge, sont à présent régulièrement appelés en équipe A et le renouvellement des cadres s'avère difficile. Si le talent ne fait pas défaut, l'encadrement peine à trouver l'alchimie et l'équilibre qui ont fait le succès de l'équipe des Jeux olympiques chinois d'autant plus que plusieurs joueurs, tels Romelu Lukaku, Axel Witsel ou Kevin De Bruyne entre autres, n'effectuent qu'un passage éclair chez les jeunes car ils sont déjà en mesure d'être mis en concurrence avec des Diables Rouges bien établis.
L'équipe belge espoir n'arrive pas à se qualifier pour l'Euro U21 lors des cinq éditions disputées entre 2009 et 2017 et ne participe donc pas aux Jeux de 2012 et 2016, même si elle n'est pas passée loin d'une participation aux deux phases finales qualificatives pour ceux-ci.
Sur la route des Jeux de Londres, à l'occasion des éliminatoires de l'édition 2011, les Belges terminent deuxièmes à un point de l'Ukraine ainsi que d'une place de barragistes et échouent en 2015, à l'Euro préludant aux Jeux de Rio, à la 3e place d'une poule qualificative très difficile avec entre autres l'Italie et la Serbie, départagés des Serbes uniquement aux confrontations directes, terminant avec le même nombre de points et la même différence de buts, et devant dès lors abandonner les barrages à ceux-ci.

### Une lueur d'espoir (2017-2023)
Après dix ans d'absence, les jeunes pousses belges se qualifient assez aisément  pour la phase finale du Championnat d'Europe espoirs en 2019, qualificatif pour les Jeux de Tokyo, en alignant huit victoires et deux partages, sans la moindre défaite. Par contre, les espoirs passent complètement à côté de leur sujet lors du tournoi final, dans un groupe toutefois difficile en compagnie de l'Espagne, de l'Italie et de la Pologne qui surprend, n'arrivant pas à décrocher le moindre point et finissant derniers de leur poule. Dans son ensemble, la campagne a tout de même laissé entrevoir des qualités au sein de l'effectif et la possibilité de résultats probants dans un futur proche même si l'entraîneur Johan Walem se voit, une fois encore, obligé de renouveler une bonne partie de l'effectif.
En janvier 2020, Walem surprend tout le monde en démissionnant pour prendre les rênes de la sélection de Chypre. Il est remplacé par Jacky Mathijssen qui s'inscrit dans la continuité et aligne deux belles victoires, dont une impressionnante face à l'Allemagne (4-1). La Belgique s'empare de la tête du groupe, ce qui semble sceller la qualification pour le Championnat d'Europe 2021 avant que les espoirs ne signent deux contre-performances en Moldavie (défaite, 1-0) et en Bosnie-Herzégovine (défaite, 3-2 après avoir pourtant ouvert le score) qui met fin à toute éventualité, les jeunes Belges échouant à un point d'une place qualificative.
La qualification pour le Championnat d'Europe 2023 est une promenade de santé pour les jeunes Belges, avec six victoires et un partage, et ils sont la première nation à se qualifier pour le tournoi final alors qu'il leur reste encore une rencontre à disputer. Matthijsen sélectionne un tout nouveau groupe pour tenter de se placer pour l'Euro 2023 en Roumanie et en Géorgie, qualificatif pour les Jeux de Paris. Le 29 mars 2022, les espoirs sont assurés de terminer premiers de leur groupe éliminatoire à la suite de leur partage face au Danemark (1-1) et se qualifient ainsi brillamment, terminant en tête de leur poule avec 3 points d'avance sur les Danois une différence positive de 12 buts, soit le double des Danish Dynamites. Loïs Openda en profite pour ravir le titre de Diablotin le plus prolifique de tous les temps à Kevin Vandenbergh et les jeunes belges participent ainsi à leur deuxième phase finale en quatre ans, un exploit lorsqu'on considère qu'avant cela ils n'avaient participé qu'à deux tournois sur toute leur existence.
Ce sont des Diablotins ambitieux qui prennent part à la phase finale, qualificative aux Jeux de 2024, car Mathijssen peut s'appuyer sur un noyau solide : Zeno Debast, Charles De Ketelaere et Loïs Openda, tous présents au Mondial au Qatar avec les Diables Rouges, sont en effet rendus disponibles pour les espoirs. Néanmoins, les Belges sont éliminés dès le premier tour après deux partages, contre les Pays-Bas (0-0), l'un des favoris à la victoire finale, face au pays hôte, la Georgie (2-2), après avoir toutefois mené (2-0), ainsi qu'une défaite contre le Portugal (1-2), encourue dans les tout derniers instants sur un penalty léger. Mathijssen est démis de ses fonctions fin juillet 2023 après une « évaluation interne » au sein de la fédération, très probablement largement influencée par les résultats décevant à l'Euro.

## Palmarès
- Vainqueur des Jeux olympiques en 1920
- 3e en 1900
- Demi-finaliste (4e) en 2008

### Parcours aux Jeux olympiques
La Belgique a participé aux Jeux olympiques à cinq reprises, en 1900, 1920, 1924, 1928 et 2008, remportant l'édition 1920 disputée à domicile.
Depuis les Jeux olympiques d'été de 1992, le tournoi est joué par des joueurs de moins de 23 ans.
| Phase finale | Phase finale                 | Phase finale                 | Phase finale                 | Phase finale                 | Phase finale                 | Phase finale                 | Phase finale                 | Phase finale                 |                            | Phase qualificative        | Phase qualificative        | Phase qualificative        | Phase qualificative        | Phase qualificative        | Phase qualificative        | Phase qualificative |
| Édition      | Stade                        | Position                     | J                            | G                            | N                            | P                            | BP                           | BC                           | Pos                        | J                          | G                          | N                          | P                          | BP                         | BC                         |                     |
| ------------ | ---------------------------- | ---------------------------- | ---------------------------- | ---------------------------- | ---------------------------- | ---------------------------- | ---------------------------- | ---------------------------- | -------------------------- | -------------------------- | -------------------------- | -------------------------- | -------------------------- | -------------------------- | -------------------------- | ------------------- |
| 1896         | Pas de compétition organisée | Pas de compétition organisée | Pas de compétition organisée | Pas de compétition organisée | Pas de compétition organisée | Pas de compétition organisée | Pas de compétition organisée | Pas de compétition organisée | Pas de phase qualificative | Pas de phase qualificative | Pas de phase qualificative | Pas de phase qualificative | Pas de phase qualificative | Pas de phase qualificative | Pas de phase qualificative |                     |
| 1900,        | 3e                           | 3e                           | 1                            | 0                            | 0                            | 1                            | 2                            | 6                            | Pas de phase qualificative | Pas de phase qualificative | Pas de phase qualificative | Pas de phase qualificative | Pas de phase qualificative | Pas de phase qualificative | Pas de phase qualificative |                     |
| 1904         | Non participante             | Non participante             | Non participante             | Non participante             | Non participante             | Non participante             | Non participante             | Non participante             | Pas de phase qualificative | Pas de phase qualificative | Pas de phase qualificative | Pas de phase qualificative | Pas de phase qualificative | Pas de phase qualificative | Pas de phase qualificative |                     |
| 1908         | Non participante             | Non participante             | Non participante             | Non participante             | Non participante             | Non participante             | Non participante             | Non participante             | Pas de phase qualificative | Pas de phase qualificative | Pas de phase qualificative | Pas de phase qualificative | Pas de phase qualificative | Pas de phase qualificative | Pas de phase qualificative |                     |
| 1912         | Non participante             | Non participante             | Non participante             | Non participante             | Non participante             | Non participante             | Non participante             | Non participante             | Pas de phase qualificative | Pas de phase qualificative | Pas de phase qualificative | Pas de phase qualificative | Pas de phase qualificative | Pas de phase qualificative | Pas de phase qualificative |                     |
| 1920         | Vainqueur                    | 1re                          | 3                            | 3                            | 0                            | 0                            | 8                            | 1                            | Pas de phase qualificative | Pas de phase qualificative | Pas de phase qualificative | Pas de phase qualificative | Pas de phase qualificative | Pas de phase qualificative | Pas de phase qualificative |                     |
| 1924         | Huitième de finale           | 15e                          | 1                            | 0                            | 0                            | 1                            | 1                            | 8                            | Pas de phase qualificative | Pas de phase qualificative | Pas de phase qualificative | Pas de phase qualificative | Pas de phase qualificative | Pas de phase qualificative | Pas de phase qualificative |                     |
| 1928         | Quart de finale              | 6e                           | 3                            | 1                            | 0                            | 2                            | 9                            | 12                           | Pas de phase qualificative | Pas de phase qualificative | Pas de phase qualificative | Pas de phase qualificative | Pas de phase qualificative | Pas de phase qualificative | Pas de phase qualificative |                     |
| 1932         | Pas de compétition organisée | Pas de compétition organisée | Pas de compétition organisée | Pas de compétition organisée | Pas de compétition organisée | Pas de compétition organisée | Pas de compétition organisée | Pas de compétition organisée | Pas de phase qualificative | Pas de phase qualificative | Pas de phase qualificative | Pas de phase qualificative | Pas de phase qualificative | Pas de phase qualificative | Pas de phase qualificative |                     |
| 1936         | Non participante             | Non participante             | Non participante             | Non participante             | Non participante             | Non participante             | Non participante             | Non participante             | Pas de phase qualificative | Pas de phase qualificative | Pas de phase qualificative | Pas de phase qualificative | Pas de phase qualificative | Pas de phase qualificative | Pas de phase qualificative |                     |
| 1948         | Non participante             | Non participante             | Non participante             | Non participante             | Non participante             | Non participante             | Non participante             | Non participante             | Pas de phase qualificative | Pas de phase qualificative | Pas de phase qualificative | Pas de phase qualificative | Pas de phase qualificative | Pas de phase qualificative | Pas de phase qualificative |                     |
| 1952         | Non participante             | Non participante             | Non participante             | Non participante             | Non participante             | Non participante             | Non participante             | Non participante             | Pas de phase qualificative | Pas de phase qualificative | Pas de phase qualificative | Pas de phase qualificative | Pas de phase qualificative | Pas de phase qualificative | Pas de phase qualificative |                     |
| 1956         | Non qualifiée                | Non qualifiée                | Non qualifiée                | Non qualifiée                | Non qualifiée                | Non qualifiée                | Non qualifiée                | Non qualifiée                | Non participante           | Non participante           | Non participante           | Non participante           | Non participante           | Non participante           | Non participante           |                     |
| 1960         | Non qualifiée                | Non qualifiée                | Non qualifiée                | Non qualifiée                | Non qualifiée                | Non qualifiée                | Non qualifiée                | Non qualifiée                | Non participante           | Non participante           | Non participante           | Non participante           | Non participante           | Non participante           | Non participante           |                     |
| 1964         | Non qualifiée                | Non qualifiée                | Non qualifiée                | Non qualifiée                | Non qualifiée                | Non qualifiée                | Non qualifiée                | Non qualifiée                | Non participante           | Non participante           | Non participante           | Non participante           | Non participante           | Non participante           | Non participante           |                     |
| 1968         | Non qualifiée                | Non qualifiée                | Non qualifiée                | Non qualifiée                | Non qualifiée                | Non qualifiée                | Non qualifiée                | Non qualifiée                | Non participante           | Non participante           | Non participante           | Non participante           | Non participante           | Non participante           | Non participante           |                     |
| 1972         | Non qualifiée                | Non qualifiée                | Non qualifiée                | Non qualifiée                | Non qualifiée                | Non qualifiée                | Non qualifiée                | Non qualifiée                | Non participante           | Non participante           | Non participante           | Non participante           | Non participante           | Non participante           | Non participante           |                     |
| 1976         | Non qualifiée                | Non qualifiée                | Non qualifiée                | Non qualifiée                | Non qualifiée                | Non qualifiée                | Non qualifiée                | Non qualifiée                | Non participante           | Non participante           | Non participante           | Non participante           | Non participante           | Non participante           | Non participante           |                     |
| 1980         | Non qualifiée                | Non qualifiée                | Non qualifiée                | Non qualifiée                | Non qualifiée                | Non qualifiée                | Non qualifiée                | Non qualifiée                | 1/4                        | 6                          | 4                          | 2                          | 0                          | 9                          | 3                          |                     |
| 1980         | Non qualifiée                | Non qualifiée                | Non qualifiée                | Non qualifiée                | Non qualifiée                | Non qualifiée                | Non qualifiée                | Non qualifiée                | 2/3                        | 4                          | 2                          | 0                          | 2                          | 7                          | 8                          |                     |
| 1984         | Non qualifiée                | Non qualifiée                | Non qualifiée                | Non qualifiée                | Non qualifiée                | Non qualifiée                | Non qualifiée                | Non qualifiée                | 2/3                        | 4                          | 0                          | 3                          | 1                          | 1                          | 3                          |                     |
| 1988         | Non qualifiée                | Non qualifiée                | Non qualifiée                | Non qualifiée                | Non qualifiée                | Non qualifiée                | Non qualifiée                | Non qualifiée                | 3/5                        | 8                          | 3                          | 1                          | 4                          | 8                          | 13                         |                     |
| 1992         | Non qualifiée                | Non qualifiée                | Non qualifiée                | Non qualifiée                | Non qualifiée                | Non qualifiée                | Non qualifiée                | Non qualifiée                | 2/3                        | 4                          | 2                          | 0                          | 2                          | 5                          | 6                          |                     |
| 1992         | Non qualifiée                | Non qualifiée                | Non qualifiée                | Non qualifiée                | Non qualifiée                | Non qualifiée                | Non qualifiée                | Non qualifiée                | Non qualifiée              |                            |                            |                            |                            |                            |                            |                     |
| 1996         | Non qualifiée                | Non qualifiée                | Non qualifiée                | Non qualifiée                | Non qualifiée                | Non qualifiée                | Non qualifiée                | Non qualifiée                | 2/6                        | 10                         | 5                          | 4                          | 1                          | 26                         | 10                         |                     |
| 1996         | Non qualifiée                | Non qualifiée                | Non qualifiée                | Non qualifiée                | Non qualifiée                | Non qualifiée                | Non qualifiée                | Non qualifiée                | Non qualifiée              |                            |                            |                            |                            |                            |                            |                     |
| 2000         | Non qualifiée                | Non qualifiée                | Non qualifiée                | Non qualifiée                | Non qualifiée                | Non qualifiée                | Non qualifiée                | Non qualifiée                | 1/6                        | 12                         | 8                          | 2                          | 2                          | 33                         | 13                         |                     |
| 2000         | Non qualifiée                | Non qualifiée                | Non qualifiée                | Non qualifiée                | Non qualifiée                | Non qualifiée                | Non qualifiée                | Non qualifiée                | Non qualifiée              |                            |                            |                            |                            |                            |                            |                     |
| 2004         | Non qualifiée                | Non qualifiée                | Non qualifiée                | Non qualifiée                | Non qualifiée                | Non qualifiée                | Non qualifiée                | Non qualifiée                | 2/4                        | 6                          | 3                          | 1                          | 2                          | 10                         | 8                          |                     |
| 2004         | Non qualifiée                | Non qualifiée                | Non qualifiée                | Non qualifiée                | Non qualifiée                | Non qualifiée                | Non qualifiée                | Non qualifiée                | Non qualifiée              |                            |                            |                            |                            |                            |                            |                     |
| 2008         | Demi-finale                  | 4e                           | 6                            | 3                            | 0                            | 3                            | 7                            | 10                           | 1/3                        | 4                          | 3                          | 1                          | 0                          | 8                          | 3                          |                     |
| 2008         | Demi-finale                  | 4e                           | 6                            | 3                            | 0                            | 3                            | 7                            | 10                           | 2/4                        | 4                          | 1                          | 2                          | 1                          | 3                          | 4                          |                     |
| 2012         | Non qualifiée                | Non qualifiée                | Non qualifiée                | Non qualifiée                | Non qualifiée                | Non qualifiée                | Non qualifiée                | Non qualifiée                | 2/5                        | 8                          | 4                          | 3                          | 1                          | 8                          | 5                          |                     |
| 2012         | Non qualifiée                | Non qualifiée                | Non qualifiée                | Non qualifiée                | Non qualifiée                | Non qualifiée                | Non qualifiée                | Non qualifiée                | Non qualifiée              |                            |                            |                            |                            |                            |                            |                     |
| 2016         | Non qualifiée                | Non qualifiée                | Non qualifiée                | Non qualifiée                | Non qualifiée                | Non qualifiée                | Non qualifiée                | Non qualifiée                | 3/5                        | 8                          | 5                          | 1                          | 2                          | 15                         | 7                          |                     |
| 2016         | Non qualifiée                | Non qualifiée                | Non qualifiée                | Non qualifiée                | Non qualifiée                | Non qualifiée                | Non qualifiée                | Non qualifiée                | Non qualifiée              |                            |                            |                            |                            |                            |                            |                     |
| 2021         | Non qualifiée                | Non qualifiée                | Non qualifiée                | Non qualifiée                | Non qualifiée                | Non qualifiée                | Non qualifiée                | Non qualifiée                | 1/6                        | 10                         | 8                          | 2                          | 0                          | 23                         | 5                          |                     |
| 2021         | Non qualifiée                | Non qualifiée                | Non qualifiée                | Non qualifiée                | Non qualifiée                | Non qualifiée                | Non qualifiée                | Non qualifiée                | 4/4                        | 3                          | 0                          | 0                          | 3                          | 4                          | 8                          |                     |
| 2024         | Non qualifiée                | Non qualifiée                | Non qualifiée                | Non qualifiée                | Non qualifiée                | Non qualifiée                | Non qualifiée                | Non qualifiée                | 1/5                        | 8                          | 6                          | 2                          | 0                          | 14                         | 2                          |                     |
| 2024         | Non qualifiée                | Non qualifiée                | Non qualifiée                | Non qualifiée                | Non qualifiée                | Non qualifiée                | Non qualifiée                | Non qualifiée                | 4/4                        | 3                          | 0                          | 2                          | 1                          | 3                          | 4                          |                     |
| 2028         |                              |                              |                              |                              |                              |                              |                              |                              |                            |                            |                            |                            |                            |                            |                            |                     |
| 2032         |                              |                              |                              |                              |                              |                              |                              |                              |                            |                            |                            |                            |                            |                            |                            |                     |
| Total        | 5/27                         |                              | 14                           | 7                            | 0                            | 7                            | 27                           | 37                           |                            | 102                        | 54                         | 26                         | 22                         | 177                        | 102                        |                     |

## Couleurs

### Maillots utilisés lors des Jeux olympiques
L'équipe nationale belge fut équipée des maillots suivants lors des tournois olympiques auxquels elle a participé :

#### Maillots domicile

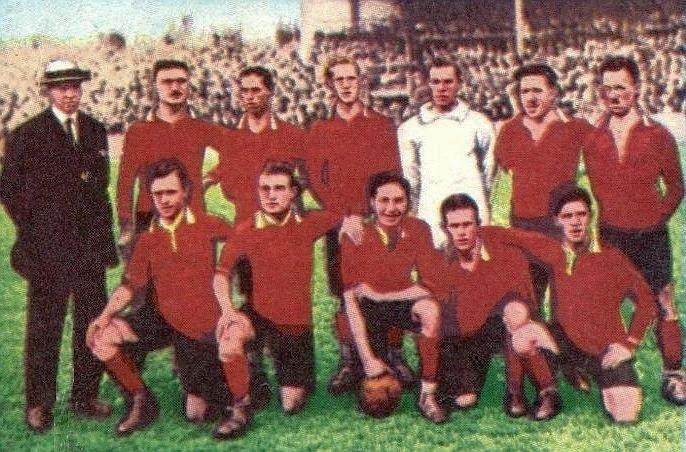
Photo colorisée de l'équipe de Belgique championne olympique de football, en 1920.

| JO 1900 | JO '20, '24 | JO 1928 | JO 2008 |

#### Maillots extérieur
| JO 1900 | JO '20, '24 | JO 1928 | JO 2008 |

#### Maillots alternatifs
| JO 2008 · (vs. Chine) | JO 2008 · (vs. Brésil) |

## Statistiques

### Liste des matchs de l'équipe de Belgique olympique
|    | Date              | Lieu                 | Match                       | Score | Compétition                                                          |
| 1  | 23 septembre 1900 | Paris                | France - Belgique           | 6-2   | Jeux olympiques 1900 (Tournoi de démonstration) [1]                  |
| 2  | 29 août 1920      | Anvers               | Belgique - Espagne          | 3-1   | Jeux olympiques 1920 (quarts de finale)                              |
| 3  | 31 août 1920      | Anvers               | Belgique - Pays-Bas         | 3-0   | Jeux olympiques 1920 (demi-finales)                                  |
| 4  | 2 septembre 1920  | Anvers               | Belgique - Tchécoslovaquie  | 2-0   | Jeux olympiques 1920 (finale) [2]                                    |
| 5  | 29 mai 1924       | Paris                | Suède - Belgique            | 8-1   | Jeux olympiques 1924 (huitièmes de finale)                           |
| 6  | 27 mai 1928       | Amsterdam            | Belgique - Luxembourg       | 5-3   | Jeux olympiques 1928 (huitièmes de finale)                           |
| 7  | 2 juin 1928       | Amsterdam            | Argentine - Belgique        | 6-3   | Jeux olympiques 1928 (quarts de finale)                              |
| 8  | 5 juin 1928       | Rotterdam            | Pays-Bas - Belgique         | 3-1   | Jeux olympiques 1928 (Tournoi de consolation, premier tour)          |
| 9  | 7 mars 1979       | Rosendael            | Pays-Bas - Belgique         | 1-2   | Tournoi pré-olympique 1980 (Zone Europe, Groupe 3, Premier tour) [3] |
| 10 | 28 mars 1979      | Tel Aviv             | Israël - Belgique           | 0-2   | Tournoi pré-olympique 1980 (Zone Europe, Groupe 3, Premier tour) [4] |
| 11 | 12 avril 1979     | Lierre               | Belgique - Espagne          | 3-1   | Tournoi pré-olympique 1980 (Zone Europe, Groupe 3, Premier tour)     |
| 12 | 25 avril 1979     | Liège                | Belgique - Pays-Bas         | 1-0   | Tournoi pré-olympique 1980 (Zone Europe, Groupe 3, Premier tour) [3] |
| 13 | 10 octobre 1979   | Bruxelles            | Belgique - Israël           | 0-0   | Tournoi pré-olympique 1980 (Zone Europe, Groupe 3, Premier tour) [4] |
| 14 | 17 octobre 1979   | Castelló de la Plana | Espagne - Belgique          | 1-1   | Tournoi pré-olympique 1980 (Zone Europe, Groupe 3, Premier tour)     |
| 15 | 13 décembre 1979  | Genk                 | Belgique - Espagne          | 2-1   | Tournoi pré-olympique 1980 (Zone Europe, Groupe 3, Second tour)      |
| 16 | 20 février 1980   | La Louvière          | Belgique - France           | 4-2   | Tournoi pré-olympique 1980 (Zone Europe, Groupe 3, Second tour) [5]  |
| 17 | 5 mars 1980       | Almería              | Espagne - Belgique          | 2-0   | Tournoi pré-olympique 1980 (Zone Europe, Groupe 3, Second tour)      |
| 18 | 19 mars 1980      | Limoges              | France - Belgique           | 3-1   | Tournoi pré-olympique 1980 (Zone Europe, Groupe 3, Second tour) [5]  |
| 19 | 31 mars 1982      | Zoutelande           | Pays-Bas - Belgique         | 2-2   | Match amical                                                         |
| 20 | 15 février 1983   | Tel Aviv             | Israël - Belgique           | 3-2   | Match amical [4]                                                     |
| 21 | 9 mars 1983       | Lierre               | Belgique - Espagne          | 0-0   | Tournoi pré-olympique 1984 (Zone Europe, Groupe 4B)                  |
| 22 | 23 avril 1983     | Clermont-Ferrand     | France - Belgique           | 2-0   | Tournoi pré-olympique 1984 (Zone Europe, Groupe 4B)                  |
| 23 | 21 septembre 1983 | Oviedo               | Espagne - Belgique          | 0-0   | Tournoi pré-olympique 1984 (Zone Europe, Groupe 4B)                  |
| 24 | 9 novembre 1983   | Charleroi            | Belgique - France           | 1-1   | Tournoi pré-olympique 1984 (Zone Europe, Groupe 4B)                  |
| 25 | 14 octobre 1986   | Tampere              | Finlande - Belgique         | 0-2   | Tournoi pré-olympique 1988 (Zone Europe, Groupe E) [6]               |
| 26 | 29 octobre 1986   | Prague               | Tchécoslovaquie - Belgique  | 2-0   | Tournoi pré-olympique 1988 (Zone Europe, Groupe E)                   |
| 27 | 18 novembre 1986  | Anvers               | Belgique - Autriche         | 2-3   | Tournoi pré-olympique 1988 (Zone Europe, Groupe E)                   |
| 28 | 24 septembre 1987 | Charleroi            | Belgique - Yougoslavie      | 2-2   | Tournoi pré-olympique 1988 (Zone Europe, Groupe E)                   |
| 29 | 7 octobre 1987    | Waregem              | Belgique - Tchécoslovaquie  | 0-2   | Tournoi pré-olympique 1988 (Zone Europe, Groupe E)                   |
| 30 | 28 octobre 1987   | Liège                | Belgique - Finlande         | 1-0   | Tournoi pré-olympique 1988 (Zone Europe, Groupe E) [6]               |
| 31 | 11 novembre 1987  | Linz                 | Autriche - Belgique         | 0-1   | Tournoi pré-olympique 1988 (Zone Europe, Groupe E)                   |
| 32 | 2 décembre 1987   | Petrinja             | Yougoslavie - Belgique      | 4-0   | Tournoi pré-olympique 1988 (Zone Europe, Groupe E)                   |
| 33 | 7 août 2008       | Shenyang             | Brésil - Belgique           | 1-0   | Jeux olympiques 2008 (Groupe C)                                      |
| 34 | 10 août 2008      | Shenyang             | Belgique - Chine            | 2-0   | Jeux olympiques 2008 (Groupe C)                                      |
| 35 | 13 août 2008      | Shanghai             | Nouvelle-Zélande - Belgique | 0-1   | Jeux olympiques 2008 (Groupe C)                                      |
| 36 | 16 août 2008      | Pékin                | Italie - Belgique           | 2-3   | Jeux olympiques 2008 (quarts de finale)                              |
| 37 | 19 août 2008      | Shanghai             | Nigéria - Belgique          | 4-1   | Jeux olympiques 2008 (demi-finales)                                  |
| 38 | 22 août 2008      | Shanghai             | Belgique - Brésil           | 0-3   | Jeux olympiques 2008 (match pour la médaille de bronze)              |

#### Commentaires
1  : La France est représentée par le Club français et la Belgique par une équipe mixte formée par la Fédération Athlétique Universitaire Belge.

2  : En désaccord avec les décisions arbitrales, les Tchécoslovaques ont quitté le terrain et le match fut arrêté à la 39e minute, la Belgique fut déclarée championne olympique et remporta donc la médaille d'or.

3  : Les Pays-Bas sont représentés par leur équipe amateurs.

4  : Israël est représenté par son équipe A.

5  : La France est représentée par son équipe amateurs.

6  : La Finlande est représentée par son équipe A.

### Statistiques par équipe affrontée
Les phases finales sont toujours considérées disputées en terrain neutre, indépendamment du pays hôte.
| Equipe           |    | Joués | Joués | Joués      | Victoires  | Victoires  | Victoires  | Défaites   | Défaites   | Défaites  | Partages  | Partages  | Partages | Buts marqués | Buts marqués | Buts marqués | Buts encaissés | Buts encaissés | Buts encaissés |
|                  |    | Dom.  | Ext.  | Neu.       | Dom.       | Ext.       | Neu.       | Dom.       | Ext.       | Neu.      | Dom.      | Ext.      | Neu.     | Dom.         | Ext.         | Neu.         | Dom.           | Ext.           | Neu.           |
| Argentine        |    | 0     | 0     | 1          | 0          | 0          | 0          | 0          | 0          | 1         | 0         | 0         | 0        | 0            | 0            | 3            | 0              | 0              | 6              |
| Autriche         |    | 1     | 1     | 0          | 0          | 1          | 0          | 1          | 0          | 0         | 0         | 0         | 0        | 2            | 1            | 0            | 3              | 0              | 0              |
| Brésil           |    | 0     | 0     | 2          | 0          | 0          | 0          | 0          | 0          | 2         | 0         | 0         | 0        | 0            | 0            | 0            | 0              | 0              | 4              |
| Chine            |    | 0     | 0     | 1          | 0          | 0          | 1          | 0          | 0          | 0         | 0         | 0         | 0        | 0            | 0            | 2            | 0              | 0              | 0              |
| Espagne          |    | 3     | 3     | 1          | 2          | 0          | 1          | 0          | 1          | 0         | 1         | 2         | 0        | 5            | 1            | 3            | 2              | 3              | 1              |
| Finlande         |    | 1     | 1     | 0          | 1          | 1          | 0          | 0          | 0          | 0         | 0         | 0         | 0        | 1            | 2            | 0            | 0              | 0              | 0              |
| France           |    | 2     | 2     | 1          | 1          | 0          | 0          | 0          | 2          | 1         | 1         | 0         | 0        | 5            | 1            | 2            | 3              | 5              | 6              |
| Israël           |    | 1     | 2     | 0          | 0          | 1          | 0          | 0          | 1          | 0         | 1         | 0         | 0        | 0            | 4            | 0            | 0              | 3              | 0              |
| Italie           |    | 0     | 0     | 1          | 0          | 0          | 1          | 0          | 0          | 0         | 0         | 0         | 0        | 0            | 0            | 3            | 0              | 0              | 2              |
| Luxembourg       |    | 0     | 0     | 1          | 0          | 0          | 1          | 0          | 0          | 0         | 0         | 0         | 0        | 0            | 0            | 5            | 0              | 0              | 3              |
| Nigéria          |    | 0     | 0     | 1          | 0          | 0          | 0          | 0          | 0          | 1         | 0         | 0         | 0        | 0            | 0            | 1            | 0              | 0              | 4              |
| Nouvelle-Zélande |    | 0     | 0     | 1          | 0          | 0          | 0          | 0          | 0          | 1         | 0         | 0         | 0        | 0            | 0            | 1            | 0              | 0              | 0              |
| Pays-Bas         |    | 1     | 2     | 2          | 1          | 1          | 1          | 0          | 0          | 1         | 0         | 1         | 0        | 1            | 4            | 4            | 0              | 3              | 3              |
| Suède            |    | 0     | 0     | 1          | 0          | 0          | 0          | 0          | 0          | 1         | 0         | 0         | 0        | 0            | 0            | 1            | 0              | 0              | 8              |
| Tchécoslovaquie  |    | 1     | 1     | 1          | 0          | 0          | 1          | 1          | 1          | 0         | 0         | 0         | 0        | 0            | 0            | 2            | 2              | 2              | 0              |
| Yougoslavie      |    | 1     | 1     | 0          | 0          | 0          | 0          | 0          | 1          | 0         | 1         | 0         | 0        | 2            | 0            | 0            | 2              | 4              | 0              |
|                  |    |       |       |            |            |            |            |            |            |           |           |           |          |              |              |              |                |                |                |
| TOTAUX           |    | 11    | 13    | 14         | 5          | 4          | 7          | 2          | 6          | 7         | 4         | 3         | 0        | 16           | 13           | 27           | 12             | 20             | 37             |
| TOTAUX           | 38 | 38    | 38    | 16 (42.1%) | 16 (42.1%) | 16 (42.1%) | 15 (39.5%) | 15 (39.5%) | 15 (39.5%) | 7 (18.4%) | 7 (18.4%) | 7 (18.4%) | 56       | 56           | 56           | 69           | 69             | 69             |                |